# نسخ مظهري
النسخ المظهريّ هو اختلاف في النمط الظاهري (يشير عموماً إلى خلة واحدة) ناتج عن الظروف البيئية (غالباً، ولكن ليس بالضرورة، أثناء نمو الكائن الحي)، بحيث يتطابق النمط الظاهري للكائن الحي مع النمط الظاهري الذي تحدده العوامل الوراثية. وهو ليس نوعاً من الطفرات، لأنه غير وراثي.
صاغ هذا المصطلح ريتشارد غولدشميت في عام 1935. حيث استخدمه للإشارة إلى الأشكال، التي أنتجتها بعض الإجراءات التجريبية، والتي يكرر مظهرها أو ينسخ النمط الظاهري لبعض الطفرات أو مزيج من الطفرات.

## أمثلة
يمكن لجنس الفراشة بشورة تغيير النمط الظاهري بناء على درجة الحرارة المحلية. إذا أُدخلت إلى لابلاند فإنها تحاكي الفراشات الموجودة في هذه المنطقة. وإذا وُطّنَت في سوريا فإنها تحاكي فراشات هذه المنطقة.
وقد وُجد أن يرقات ذبابة الفاكهة سوداء البطن معرضة بشكل خاص للعوامل البيئية التي تنتج نسخاً ظاهرية من الطفرات المعروفة. وتشمل هذه العوامل درجة الحرارة والصدمة والإشعاع والمركبات الكيميائية المختلفة. في ذبابة الفاكهة (ذبابة الفاكهة سوداء البطن) لون الجسم الطبيعي رمادي بني مع هوامش سوداء. اكتُشفَ متحولة وراثية لهذا من قبل توماس مورغان في عام 1910 حيث لون الجسم أصفر. كانت هذه خاصية وراثية ثابتة في كل من الذباب في جميع البيئات. ومع ذلك، في عام 1939، اكتشف رابوبورت أنه إذا تغذّت يرقات الذباب الطبيعي بأملاح الفضة، فإنها تتطور إلى ذباب أصفر الجسم بغض النظر عن نمطها الوراثي. الذباب أصفر الجسم البني وراثياً هو نوع من الذبابة الصفراء الأصلية.
يمكن أيضاً ملاحظة النسخ المظهري في أرانب الهيمالايا. عند تربيتها في درجات حرارة معتدلة، تكون أرانب الهيمالايا بيضاء اللون مع ذيل وأنف وأذنين سُوْد، مما يجعلها مميزة ظاهرياً عن الأرانب السوداء وراثياً. ومع ذلك، عند تربيتها في درجات حرارة باردة، تُظهر أرانب الهيمالايا لوناً أسوداً لفروها، تشبه الأرانب السوداء وراثياً. ومن ثم فإن أرنب الهيمالايا هذا هو نسخة ظاهرية من الأرنب الأسود وراثياً.
لا تعتبر التعديلات القابلة للعكس و/أو التجميلية مثل استخدام تشقير الشعر نسخ مظهري، لأنها ليست سمات طبيعية.